# Noise (manga)
Noise (jap. ノイズ Noizu) – manga autorstwa Tetsuyi Tsutsuia, publikowana na łamach magazynu „Grand Jump” wydawnictwa Shūeisha od grudnia 2017 do stycznia 2020. Całość została zebrana w 3 tomach. Na podstawie mangi powstał film live action, którego premiera odbyła się w styczniu 2022.

## Fabuła
Akcja rozgrywa się w wiosce Shishikari, która cierpi z powodu stale kurczącej się populacji, jednak w ostatnich latach sytuacja zaczęła się zmieniać dzięki lokalnemu przysmakowi, czarnej fidze, stworzonej przez Keitę Izumiego. Pewnego dnia do farmy, gdzie Keita wspólnie z przyjacielem z dzieciństwa, myśliwym Junem Tanabe, uprawiają figi, zgłasza się mężczyzna imieniem Mutsuo Suzuki, odpowiadając na ogłoszenie o pracę. Jednak podczas rozmowy Keita i Jun zaczynają odczuwać wobec niego nieufność i postanawiają go na razie odprawić. Po dalszym dochodzeniu odkrywają, że Suzuki to w rzeczywistości Mutsuo Omisaka – skazany w przeszłości za morderstwo w wyniku stalkingu. Z tą informacją udają się do niedawno mianowanego posterunkowego, Shin’ichirō Moriyi, który przekazuje im, że Suzuki zignorował wezwanie na przesłuchanie. Dodatkowo, okazuje się, że był widziany, jak ukradkiem obserwował żonę i dziecko Keity przed ich domem. Po ewakuowaniu rodziny Keity, trójka mężczyzn rusza, by go aresztować. Jednak w trakcie konfrontacji, gdy Mutsuo próbuje sięgnąć po nóż, Keita – działając w samoobronie – przypadkowo go zabija. Mimo że był to czyn w obronie własnej, mężczyźni obawiają się, że zabójstwo to mogłoby zahamować rozwój ich miejscowości. Posterunkowy Moriyama, pamiętając słowa swojego poprzednika, starszego posterunkowego Okazakiego, decyduje razem z Keitą i Junem, że ukryją prawdę o zabójstwie Mutsuo.

## Manga
Seria była publikowana w magazynie „Grand Jump” od 6 grudnia 2017 do 22 stycznia 2020. Wydawnictwo Shūeisha zebrało jej rozdziały w 3 tankōbonach, wydawanych od 18 maja 2018 do 19 marca 2020.
W Polsce prawa do dystrybucji mangi nabyło wydawnictwo Studio JG.
| Nr | Język japoński | Język japoński         | Język polski  | Język polski |
| Nr | Data wydania   | ISBN                   | Data wydania  | ISBN         |
| -- | -------------- | ---------------------- | ------------- | ------------ |
| 1  | 18 maja 2018   | ISBN 978-4-08-891010-9 | wrzesień 2025 |              |
| 2  | 19 marca 2019  | ISBN 978-4-08-891104-5 | —             |              |
| 3  | 19 marca 2020  | ISBN 978-4-08-891410-7 | —             |              |

## Film live action
Film live action na bazie mangi miał premierę 28 stycznia 2022. Został wyreżyserowany przez Ryūichiego Hirokiego, scenariusz napisał Shō Kataoka, a muzykę skomponował Yoshihide Ōtomo.

### Obsada
Źródło.
- Tatsuya Fujiwara – Keita Izumi
- Ken’ichi Matsuyama – Jun Tanabe
- Ryūnosuke Kamiki – Shin’ichirō Moriya
- Daichi Watanabe – Mutsuo Omisaka
- Haru Kuroki – Kana Izumi
- Masatoshi Nagase – Tsutomu Hatakeyama
- Ayumi Itō – Chihiro Aoki
- Yoshi Sakō – Shōichi Yokota
- Takaya Sakoda – Jirō Noge
- Kazuki Namioka – Yoshiaki Sakai
- Akira Emoto – Shōkichi Yokota
- Kimiko Yo – Hanae Shōji
- Susumu Terajima – Masa Okazaki
- Mayu Tsuruta – Hitomi Moriya